# Maria Dolors Alibés
Maria Dolors Alibés i Riera (Vidrá, 2 de enero de 1941-Sant Pau de Segúries, 8 de noviembre de 2009) fue una destacada escritora española de literatura infantil y juvenil en catalán de finales del siglo XX.  En sus publicaciones a menudo hacía contraposición entre la visión realista y fría de los adultos con la imaginación creativa y dinámica de niños y jóvenes. Escribió 43 libros. Su obra fue traducida a varios idiomas entre ellos el castellano, gallego, euskera y francés.

## Trayectoria
Nació en Vidrá. Era la mayor de cuatro hermanos. Pasaron su juventud en Ametlla de Merola, residiendo posteriormente en el Masnou y más tarde en Sant Pau de Segúries. Explicaba que desde los siete años quería ser escritora. 
Licenciada en Historia por la Universidad de Barcelona, profesora de primaria en sociales y catalán, dio clases de catalán para niños y adultos y fue asesora durante tres cursos en el SEDEC (Servei d'Ensenyament del Català). 
Empezó a publicar novelas en 1979 y no paró de escribir, colaborando habitualmente con publicaciones como Cavall Fort o Tretzevents y en medios de comunicación como Avui, Regió 7, El 9 Nou, Catalunya Ràdio o Ràdio Olot.
Escribió una cuarentena de libros para el público infantil y juvenil, entre novelas y libros de cuentos, algunos de los cuales fueron traducidos al euskera, castellano, aranés, gallego y francés.
Murió el 8 de noviembre de 2009 a los 69 años.

## Obra
En la solapa de alguno de sus libros se explica que Alibés era una persona interesada "por el mundo de hoy y los problemas de ahora mismo" y que por ello decidió escribir. A menudo hacía contraposición entre la visión realista y fría de los adultos con la imaginación creativa y dinámica de niños y jóvenes.
Considerada una maestra de la parodia, entre sus obras destacan Màquines d'empaquetar fum i altres invents (1980) (La Galera), ilustrado por Pilarín Bayés, en el que Alibés trata el tema de la contaminación admosférica y otros problemas urbanos, Boira a les butxaques (La Galera) y Un botó ploraner (La Galera).
Autora prolífica, fue incluida en los años 80 en la corriente del "nonsense o absurdo" con libros de humor y fantasía, con acción de carácter rocambolesco con innovaciones formales, juego con las estructuras, lenguaje y estilo, destacan los textos: Contes per a l'hora de les postres (1988), Un goril.la sobre la taula (1992) y Monstre busca monstra (1994).
En Contes per a l'hora de les postres (1988) una recopilación de 24 cuentos, la autora juega con el lenguaje de una manera divertida y enriquecedora para que las niñas y niños mediten sobre el lenguaje. La autora presenta la vida de cada día con imaginación haciendo interpretaciones divertidas y poco convencionales haciendo una crítica constructiva para darnos cuenta de cuán insólitas pueden ser las situaciones cotidianas observadas desde un punto de vista diferente al habitual. Entre estos cuentos está Niñas con trenzas en el que habla de una niña de seis o siete años muy curiosa que hojea el periódico mientras le peinan las trenzas y no para de hacer preguntas al padre sobre los conceptos del periódico. El padre, agotado de buscar respuestas decide escribir una carta al director del periódico con un gran sentido del humor y la ironía.
«Sentía una verdadera pasión por las palabras y por el lenguaje ya menudo te hacía prestar atención en una palabra concreta y decía: -Me gusta esa palabra, no la conocía, me la apunto. Esta fascinación por la lengua supongo que fue la base sobre la que construyó toda su obra literaria, una obra fresca, alegre, sencilla y con ese dejo de inocencia y de ingenuidad que no es otra cosa que una enorme capacidad de observación y de sensibilidad y un buen recurso para acercarse a los lectores jóvenes» recordaba Josep Maria Aloy recordando la obra de Alibés en el aniversario de su muerte.
«Le gustaba especialmente escribir sobre animales, pero de animales muy animales: Un goril.la sobre la teulada (Publicacions de l'Abadia de Montserrat, 1992), El Pop polit (Baula, 1994) junto con cuento de Copito que ya he mencionado (Floquet de Neu i la seva puça blava). Esto hizo que se la incluyera, junto con escritores como Toni Matas, Elena O'Callaghan y algún otro, en la corriente literaria llamada "realismo bestial" que, según sus cultivadores, pretendían investigar muy seriamente las costumbres ocultos de los animales. La gracia de este "realismo bestial" se encontraba sobre todo, en el tono de las narraciones, más bien mezcla de comicidad ininterrumpida, de ironía desenfadada y de gamberrada divertida que los autores utilizaban de una manera fresca, ágil y sin de trascendentalismo.»
En 1989 publicó el libro de divulgación para jóvenes Com es fa un còmic (Cómo se hace un cómic) en el que ella y su pareja, el historietista "Jan" Juan López Fernández, repasaban los diferentes aspectos de la creación de un tebeo.
Sus últimos títulos publicados fueron, Superfantasmas en un supermercado'(Bruño) y Grillo pepinillo ('Grill cordill' en catalán, ambos con Bruño).

## Vida personal
Era hermana del periodista deportivo Arcadi Alibés.

## Premios
- Freya, 1981: El censor de rates
- Premio Cavall Fort de contes, 1983, per Contestadors automàtics
- Fundació d'Amics de les Arts i les Lletres de Sabadell, 1984, per On podria pondre un ou?
- Biblioteca Nacional de Munich, 1983, Tasme el fantasma.[8][17]

## Obra destacada
- Buscando un nombre, La Galera, 1979 (Buscant un nom, 1979)
- Tasma el fantasma, Teide, 1983 (Tasme, el fantasma, 1985)
- Contestadors automàtics, premio Cavall Fort de cuentos de las Fiestas Populares de Cultura Pompeu Fabra, 1983
- Máquinas de empaquetar humo y otros inventos La Galera, 1984 (Màquines d'empaquetar fum i altres enginys, 1980)
- Vamos a contar ratones, La Galera, 1986 (Això són rates comptades, 1986)
- Un botón llorón, La Galera, 1987 (Un botó ploraner, 1987)
- El planeta Mo, Crüilla, 1988
- Superfantasmas en un supermercado, Bruño, 1993 (Superfantasmes en un supermercat, 1989)
- El planeta de cristal, El Arca de Junior, 1994 (El planeta de cristall, 1994)
- Niebla en los bolsillos, La Galera, 1998 (Boira a les butxaques, 1990)
- Grillo Pepinillo, Bruño, 2003 (Grill Cordill, 1996)[18][19]